# Trézilidé
Trézilidé é uma comuna francesa na região administrativa da Bretanha, no departamento Finisterra. Estende-se por uma área de 4,55 km². Em 2010 a comuna tinha 388 habitantes (densidade: 85,3 hab./km²).